# Sons of Crom
Sons of Crom ist eine fennoskandinavische Melodic-Death-Metal-Band aus Haparanda und Jyväskylä.

## Stil
Stilistische Vergleiche wurden gezogen zu Bathory, Borknagar, Emperor, Ereb Altor, Moonsorrow, Sig:Ar:Tyr, Vintersorg sowie Annihilator und Iron Maiden.

## Diskografie
- 2014: Victory (EP, CD, Eigenvertrieb)
- 2014: Conqueror (Single, MP3, Debemur Morti Productions)
- 2014: Riddle of Steel (Album, CD/12”-Vinyl, Debemur Morti Productions)
- 2017: The Black Tower (Album, CD/12”-Vinyl, Nordvis Produktion)